# 1865 en architecture
| Années de l'architecture : 1862 - 1863 - 1864 - 1865 - 1866 - 1867 - 1868    |
| Décennies de l'architecture : 1830 - 1840 - 1850 - 1860 - 1870 - 1880 - 1890 |

Cet article présente les faits marquants de l'année 1865 en architecture.

## Réalisations
- Achèvement de l'Hôtel de ville de Braga au Portugal.
- Jared L. Brush Barn, grange en bois du comté de Weld, aux États-Unis.
- Église Saints-Pierre-et-Paul à Samara en Russie.

## Événements
- George Gilbert Scott remporte le concours de la gare de Saint-Pancras à Londres.

## Récompenses
- Royal Gold Medal : James Pennethorne.
- Prix de Rome : Louis Noguet et Gustave Gerhardt premiers grand prix ex æquo.

## Naissances
- 17 novembre : Paul Charbonnier († 1953).

## Décès
- 8 juin : Joseph Paxton (° 3 août 1803).
- John Dobson (° 1787).
- Francis Fowke (° 1823).